# 竹北天后宮
竹北天后宮，是一座位於新竹縣竹北市主祀天上聖母的廟宇。

## 由來背景

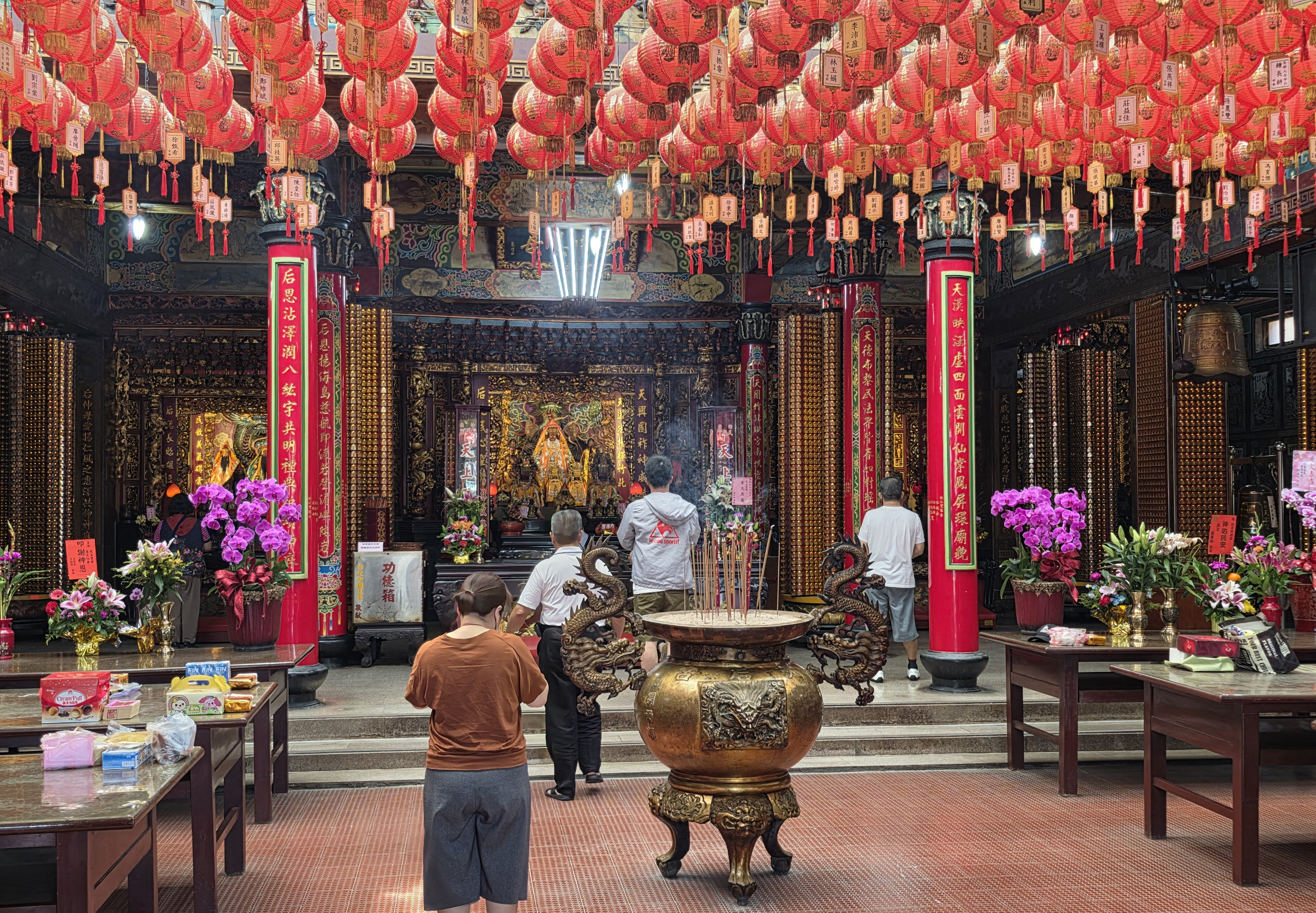
中庭

由中國大陸渡海來臺之初，多數先民供奉居家航海守護神媽祖之香火，以祈求平安，護境佑民。當時清廷海禁嚴厲管制，不論偷渡或合法移民，均無法攜眷前來，人心至為浮動，精神信仰皆託附於媽祖的庇佑。
該廟所在地點昔稱「豆仔埔」（指今竹北里、竹仁里與竹義里一帶），因為此地之聚落位於新庄子圳上游，引水不易，而過去荒埔地經開墾後，僅能種植豆類，因而稱之。由於耕作不易，很多居民從事捕漁相關行業。

## 建廟沿革
民國四十九年（歲次庚子），竹北地區人士有感於媽祖顯靈指示建廟，以擴大服務信眾，且臨時道場對參拜者來說甚為不便，於是討論發起新建聖殿。經過多方奔走，獲得熱烈迴響；有竹北、竹仁、竹義、泰和等村里鄰長、地方民意代表等，在竹北戲院召開籌建委員會，推選常務委員十七人，以葉石泉為主任委員，綜理興建工程事宜。隨後，延請著名地理師陳新龍尋找氣局兩全之吉地五百餘坪，並予以購置。民國五十年（歲次辛丑）農曆五月二十七日擇吉動土興工；同年農曆十一月十日廟宇主體初步成形，於是恭請媽祖登龕晉座。第二屆管理委員會成立後，常務委員葉欽源、魏湘冉、何啟榮等召集委員暨信徒代表，決議修改前堂磚牆木窗為雕石花門窗。至民國六十八年（歲次己未）終於全部竣工。民國六十九年（歲次庚申）仲夏，得地方人士贊助，購得新地並興建鐘鼓樓，完成如今之面貌。

## 祀奉神尊

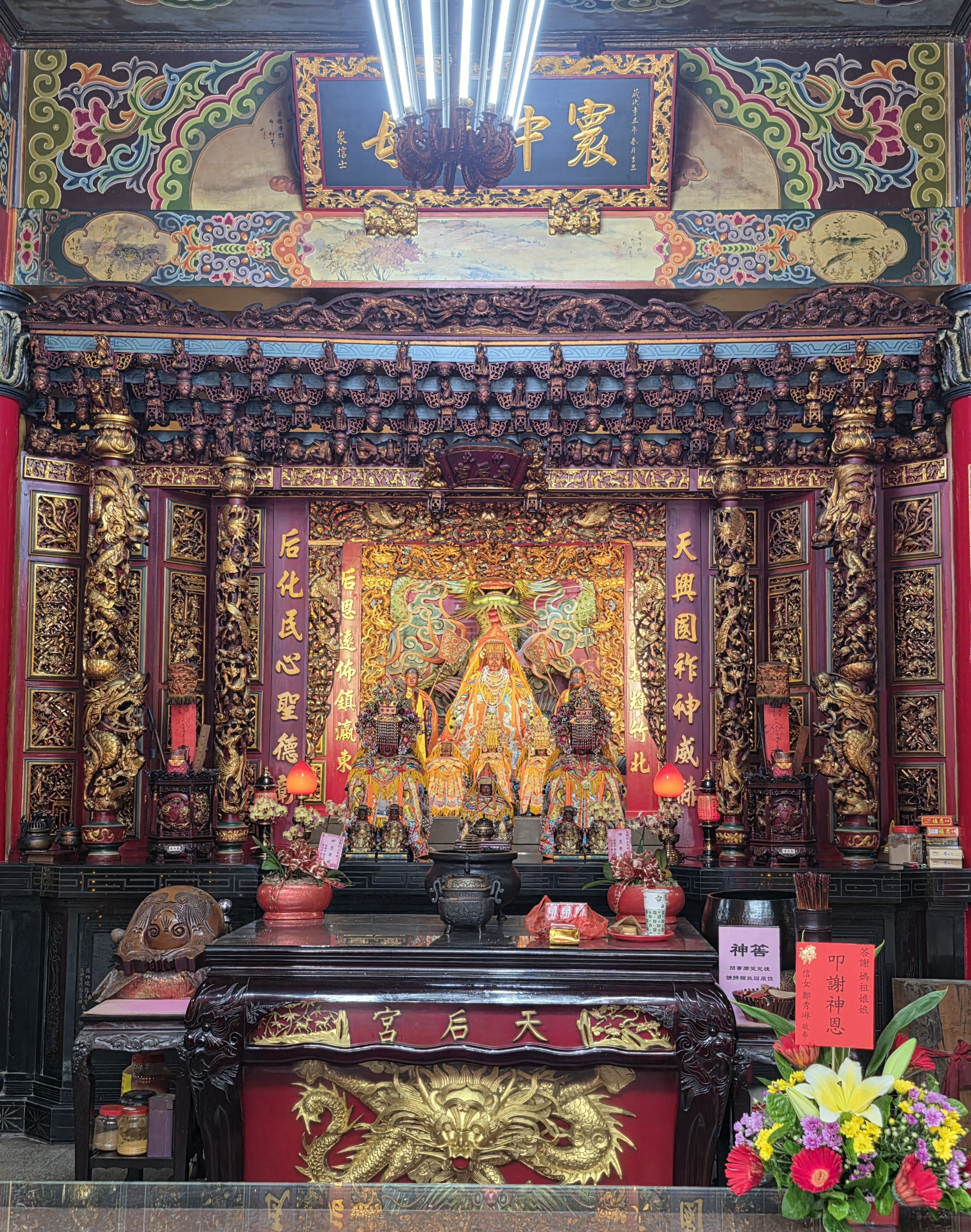
正殿天上聖母寶像

### 主祀
該廟祀奉之泥塑金身主神（媽祖）神像，由來自唐山的阿枝師（本名彭木泉）負責雕塑；取山崎地區一帶（今新豐鄉）的紅赤仁土（红色粘土）循古法製作，逐層披覆施工，並自然蔭乾以防龜裂。

### 陪祀
竹北天后宮左側廡殿祀奉武財神，為經營商業之信徒護佑事業，及觀音佛祖、神農大帝、註生娘娘、五營神將；右側偏殿祀文昌帝君、土地公婆、關聖帝君、孚佑帝君、司命真君、虎爺、目蓮菩薩、功德祿位。

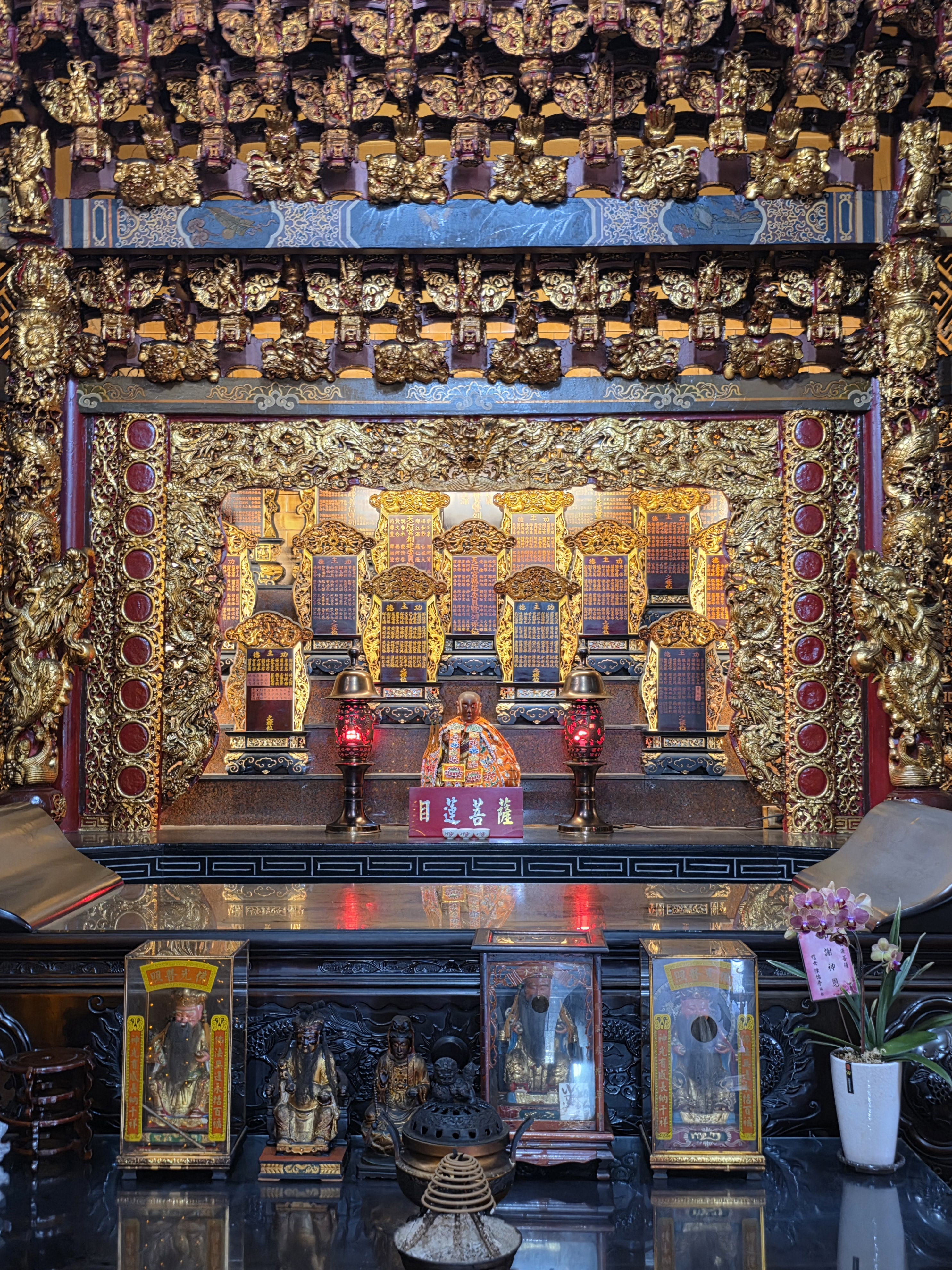
功德堂暨目蓮菩薩
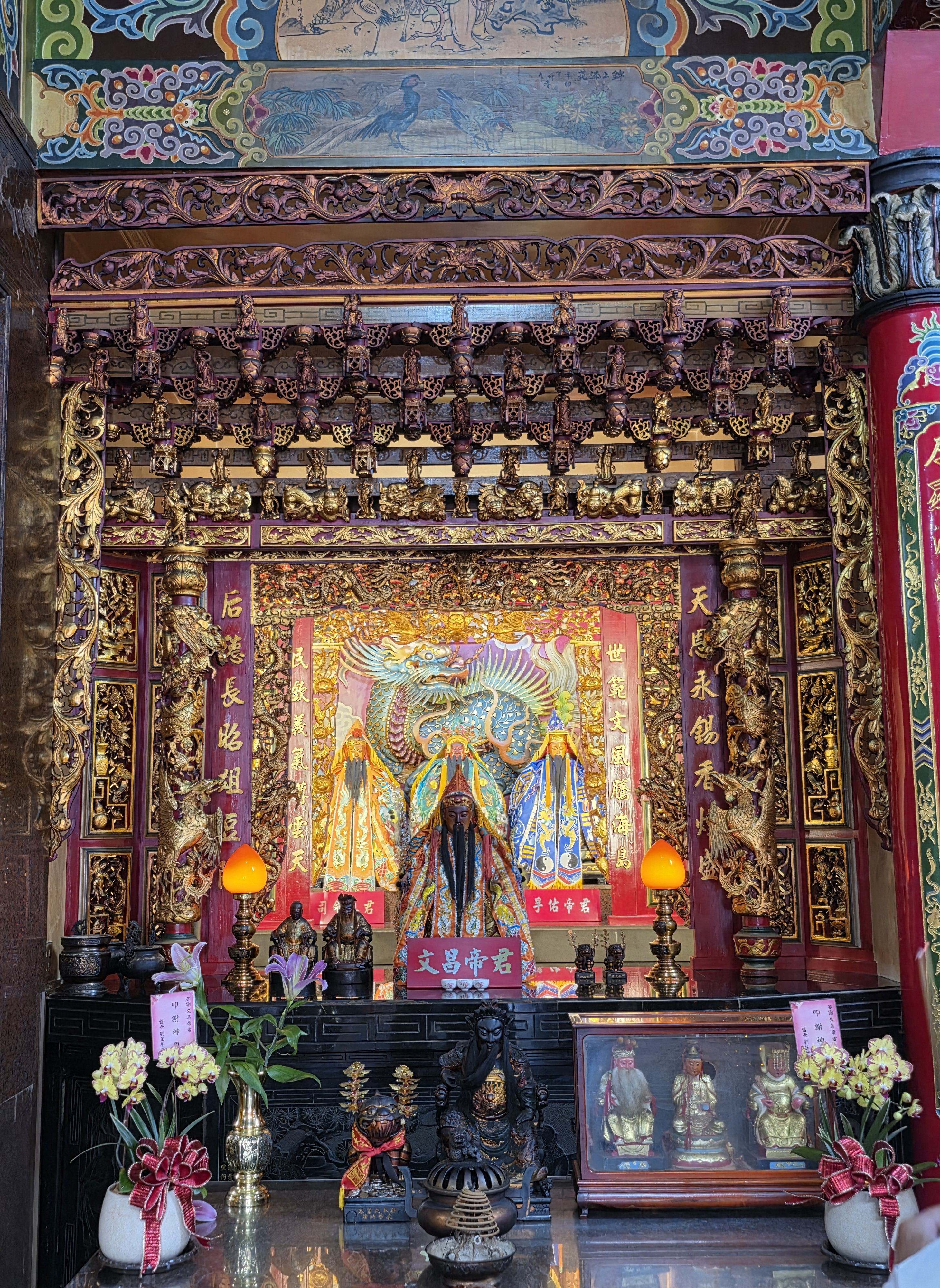
關聖帝君、孚佑帝君、司命真君、文昌帝君
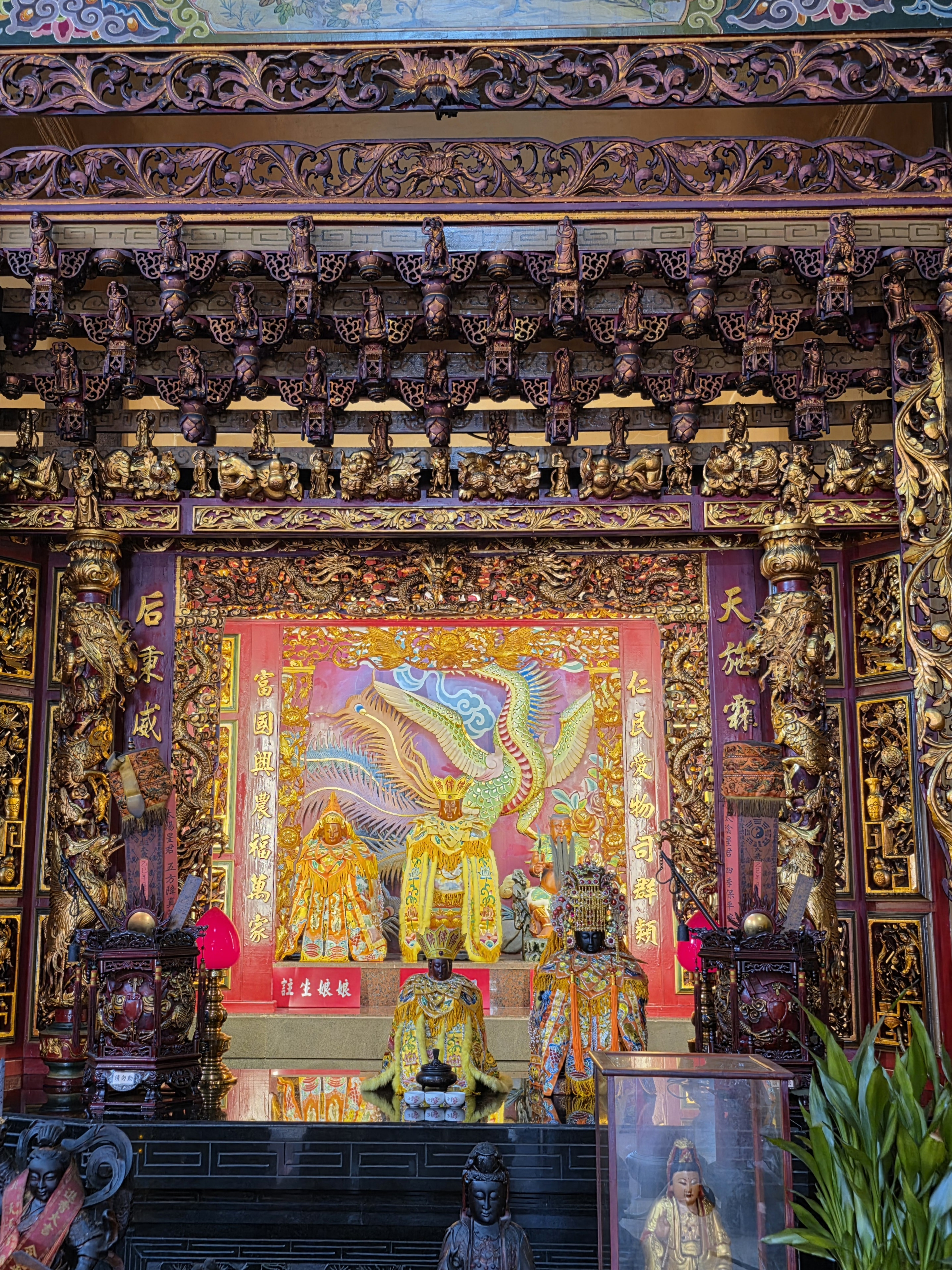
觀音佛祖、神農大帝、註生娘娘
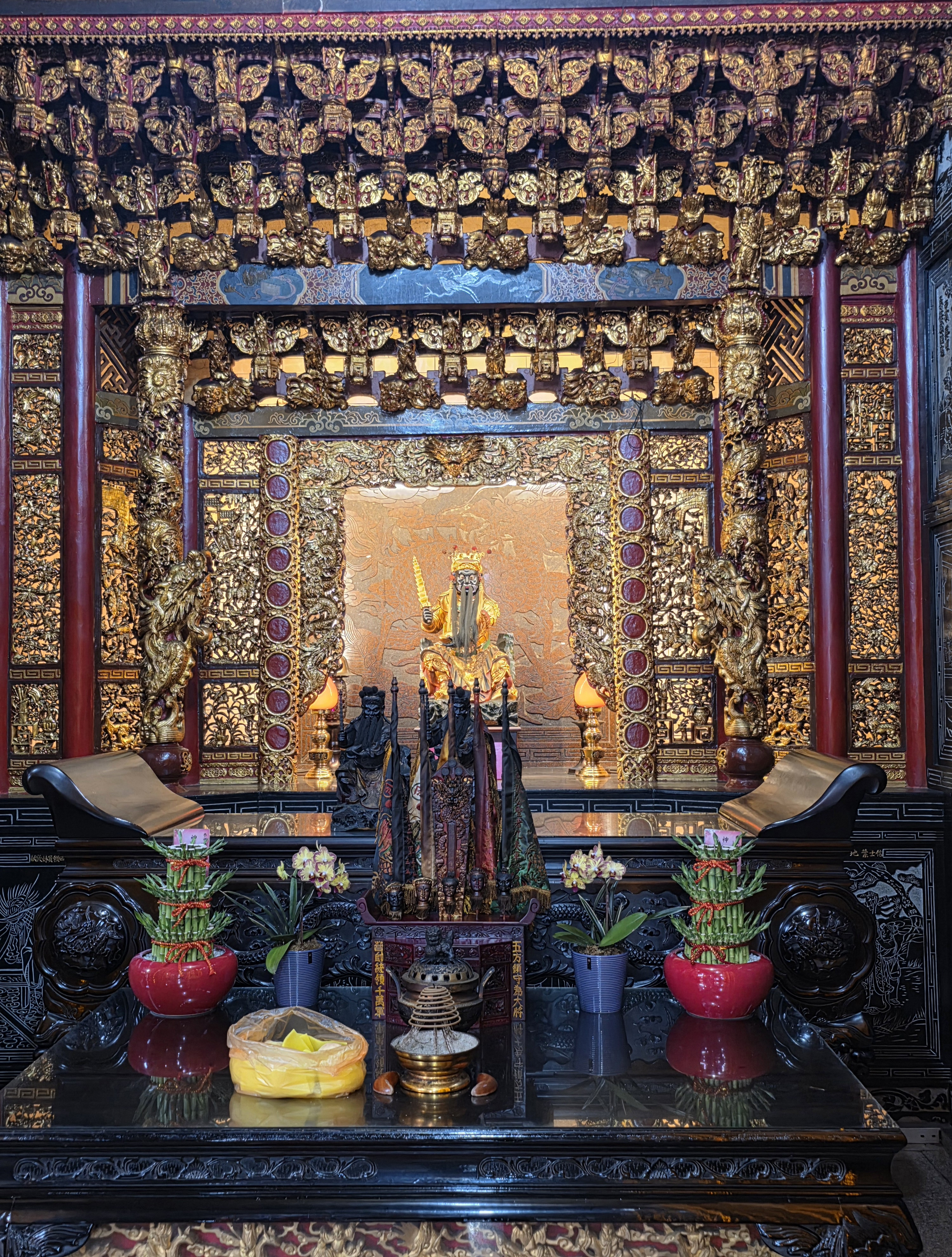
玄壇真君、五營神將

## 公益
由於社會逐步繁榮發達，信眾亦感念神恩庇佑，敬獻香油款。該廟將捐款妥善運用，辦理公益事業，如救濟貧民急難救助、貧民喪葬費之補助、天然災害救濟金、地方建設、殘障福利、辦理信徒至其他各廟進香活動等。民國六十八年該廟獲選新竹全縣寺廟捐資興辦公益事業之績優單位。民國七十年將所得百分之七十捐出，配合竹北市五－四道路開拓。民國八十八年捐贈「媽祖號」救生氣墊船等。

## 習俗傳統
每年元宵節，定期舉辦燈藝競賽及燈謎晚會活動，並維持百餘年來傳統，信眾覓地搭棚舉辦平安祈福三獻法會，以感念媽祖，是為該廟特色。
此外，於平時結合虔誠信徒，組成聖樂團、誦經團。

## 外部連結
- 竹北天后宮 （页面存档备份，存于）